# Nigel Worthington
Nigel Worthington (Ballymena, 4 de novembro de 1961) é um ex-futebolista profissional e treinador norte-irlandês que atuava como defensor.

## Carreira
Nigel Worthington fez parte do elenco da Seleção Norte-Irlandesa de Futebol, da Copa de 1986.